# SU-122突擊炮

SU-122(Samokhodnaya Ustanovka 122 mm) 是蘇聯于1942年開始利用T-34底盘改装生產的突击炮。

## 開發及設計
受到德國成功開發的三號突擊炮的影響，蘇聯中央砲兵局于1942年4月開始工作，研究在機械化自走式車輛上安裝功能強大的122mm火砲，為部隊提供火力支援。
設計組選定了T-34底盘進行改装，于1942年8月完成初步設計。SU-122使用與T-34坦克相同的發動機和變速器，以降低成本並簡化生產。SU-122前裝甲45毫米厚，以60°傾斜。M-30S榴彈砲可以升高26°或下調3°，左右移動10°。乘員5名，包括駕駛員，砲手，指揮官和兩個裝填手。全車只有一個可供乘員進出的艙門，位於車頂。
1942年底開始量產。1943年11月，已產638輛（有人認為有1,150輛）的SU-122停止生產。

## 應用

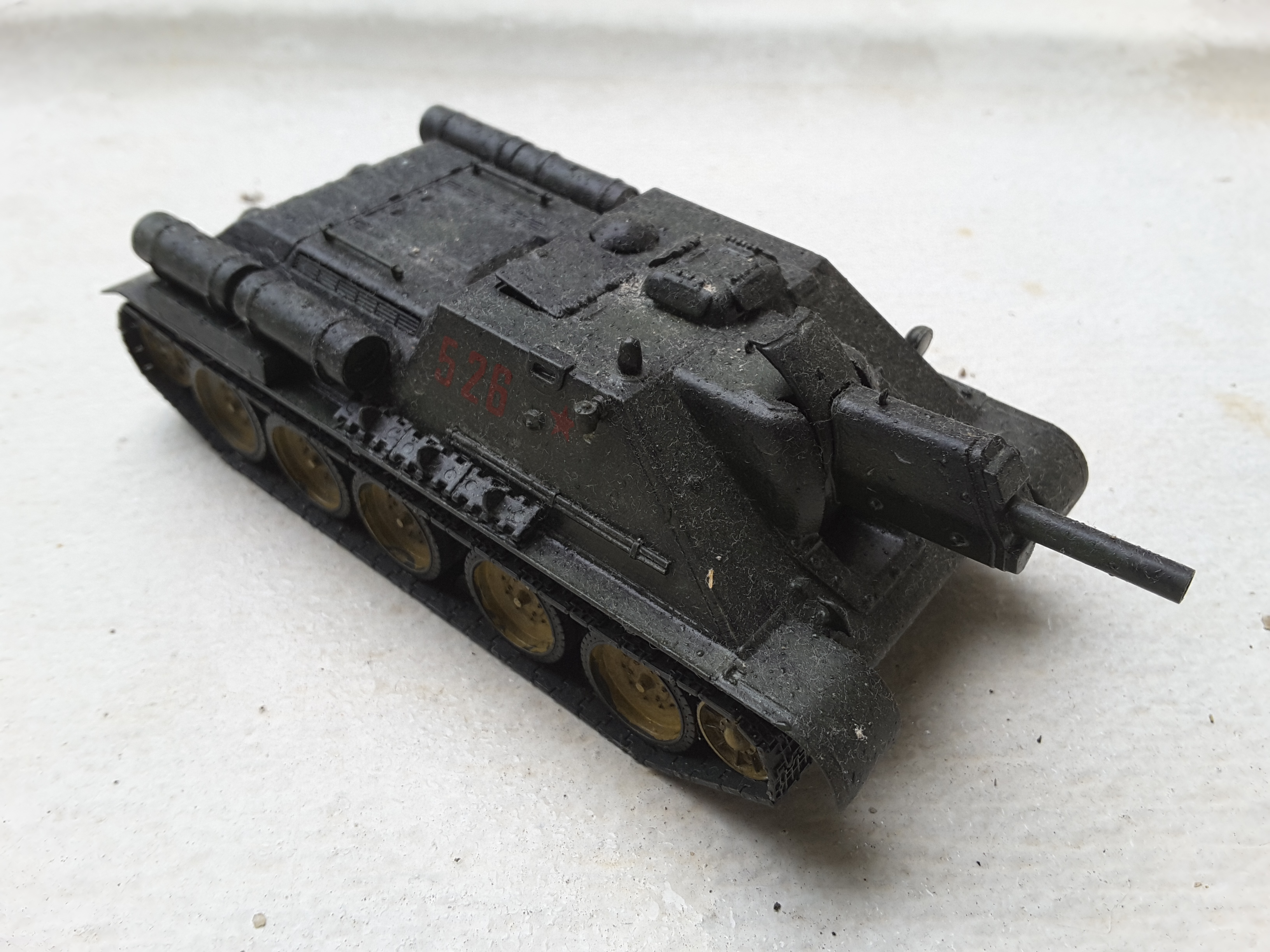
SU-122坦克的模型

SU-122作為突击炮被用於提供火力支援，尤其是為步兵部隊。強大的122mm榴彈炮對堡壘，步兵陣地和輕裝甲目標有良好效果。
此外，SU-122也曾用於反坦克作戰。採用1943年裝備部隊的BP-460A 高爆反坦克彈時，理論上可以擊穿200mm裝甲。122mm榴彈炮能有效打擊德軍裝甲車輛，即使是裝甲厚重的虎式坦克，所以在實戰中也可以作為自行反坦克炮使用。
SU-122不足之處在於122mm榴彈裝填時間較長，且裝甲并不算太厚，前線部隊損失較大。而全車只有一個可供乘員進出的艙門，給乘員逃生帶來不便。
針對SU-122實際應用中遇到的問題，蘇聯設計局後來在1943年5月，開始在SU-122的基礎上進行新型反坦克砲的設計。這就是後來的SU-85。